# 1813 en droit
Cet article présente les faits marquants de l'année 1813 en droit.

## Événements
- La Colombie déclare son indépendance.
- Charter Act : le monopole du commerce avec l’Inde de la Compagnie anglaise des Indes orientales est aboli. Ses fonctions sont essentiellement militaires et politiques. Elle a construit un véritable État et on la désigne par le terme anglo-indien de raj (« règne »). Née au Bengale, elle est avant tout une machine fiscale inspirée du système moghol, mais qui cède progressivement le pas à une bureaucratie composée de hauts fonctionnaires britanniques. Ce processus conduit à l’éviction des Indiens de toute fonction importante. Par contre, la Company raj respecte une stricte neutralité religieuse, ce qui n’est le cas ni des États indiens, ni du Royaume-Uni, ce qui expliquera le loyalisme de certains chefs religieux pendant la révolte des Cipayes et après. L’armée absorbe la moitié du budget. Encadrée par des officiers britanniques, elle est constituée essentiellement par des sepoys (en hindî shipahi, provient du persan sipahi, armée, en français cipaye, voir aussi spahi), recrutés parmi les brahmanes et les Rajputs d’Inde du Nord.
- Abolition des droits des juges de paix dans la détermination des salaires au Royaume-Uni.

### Janvier
- 22 janvier, Espagne : les Cortes libérales confirment l’abolition de l’Inquisition.

### Octobre
- 5 octobre : le congrès de Chilpancingo proclame l'abolition de l'esclavage au Mexique.

### Décembre
- 31 décembre : restauration de la République de Genève[1].